# Botho von Hülsen

Botho von Hülsen

Kasimir Alexander Hans Botho von Hülsen (* 10. Dezember 1815 in Berlin; † 30. September 1886 ebenda) war Theaterintendant der königlich-preußischen Schauspiele und Präsident des Deutschen Bühnenvereins.

## Herkunft
Hülsen war ein Sohn des preußischen Generalmajors Hans von Hülsen (1776–1849) und dessen Ehefrau Karoline, geborene von Klüchtzner (1778–1830). Über seine Mutter war Hülsen mit dem Geschlecht der Eulenburgs verbunden; der Schriftsteller Hans von Hülsen war ein entfernter Verwandter.

## Leben
Seine Erziehung erfuhr Hülsen ab 1825 im Kadettenkorps in Potsdam. Von dort wurde er am 5. August 1833 als Portepeefähnrich dem Kaiser Alexander Grenadier-Regiment der Preußischen Armee überwiesen und avancierte im Februar 1834 zum Sekondeleutnant. Zwischen 1841 und 1843 war er in Königsberg stationiert und lernte dort u. a. über das Theater die Schauspielerin Sophie Schröder-Devrient kennen. Ab 1844 wurde er mit der Aufführung kleinerer Theaterstücke zur Truppenbetreuung in Berlin betraut.
Im März 1848 nahm Hülsen an den Barrikadenkämpfen in Berlin teil und wurde Anfang April Premierleutnant und Regimentsadjutant. In dieser Stellung kam er während des Feldzuges in Schleswig und 1849 bei der Niederschlagung des Maiaufstandes in Dresden zum Einsatz. In dieser politisch schwierigen Zeit (Revolution 1848/49) ernannte ihn König Friedrich Wilhelm IV. zum Generalintendanten der Hofmusik. Am 12. April 1851 wurde Hülsen sein Abschied mit dem Charakter als Hauptmann und der Erlaubnis zum Tragen der Regimentsuniform bewilligt.
Mit seiner Verabschiedung wurde er im Mai 1851 zum Kammerherrn sowie als Nachfolger Theodor von Küstners auf Wunsch König Friedrich Wilhelm IV. zum Generalintendanten der Königlichen Schauspiele zu Berlin (Berliner Hoftheater, Staatsoper Unter den Linden) ernannt und trat dieses Amt am 1. Juni an. 1866 war Hülsen als Major und Adjutant für die Dauer des Deutschen Krieges zum Gouvernement Berlin kommandiert. Im gleichen Jahr wurden mittels königlichem Dekret auch die Hoftheater in Kassel, Hannover und Wiesbaden unter seine Leitung befohlen.
1883 gründete Hülsen die Hülsen-Stiftung, um damit bedürftige oder in Not geratene Ensemble-Mitglieder zu unterstützen. In dieser Zeit fungierte er auch einige Zeit als Präsident des deutschen Bühnenvereins. Als solcher setzte er die heute üblichen Theater-Ferien durch und war maßgeblich an der Abschaffung der Zwischenakt-Musik beteiligt.
Zehn Wochen vor seinem 71. Geburtstag starb Botho von Hülsen am 30. September 1886 in Berlin und fand dort auch seine letzte Ruhestätte.

## Familie
Er heiratete am 6. August 1849 in Blankenfelde die Schriftstellerin Helene Gräfin von Haeseler (1829–1892), eine Tochter des Grafen Eduard von Haeseler. Das Paar hatte mehrere Kinder:
- Maria Johanna Caroline Adolfine Helene (* 24. Mai 1850; † 29. Oktober 1891) ⚭ Ludwig Hartwig genannt von Naso (1842–1897), Generalleutnant, Eltern von Eckart von Naso
- Hans Adolf Botho Wilhelm Georg Ulrich Hermann Dietrich Graf von Haeseler (1852–1908), preußischer General der Infanterie
- Elisabeth Karoline Luise Marianna Dorothea (* 31. Mai 1855; † 29. Oktober 1887) ⚭ 1877 Karl Georg Geyr von Schweppenburg
- Wilhelm Eduard Botho Kasimir Georg (1858–1922), Generalintendant des Hoftheaters in Wiesbaden

## Rezeption
Für seinen doch kunstnahen Beruf brachte Botho von Hülsen keinerlei Voraussetzung mit. Um den Hof und dessen eher konservativen Einstellung nicht gegen sich aufzubringen, setzte er mehr auf althergebrachte Klassiker und lehnte moderne Inszenierung meistens ab. Obwohl er als Intendant immer wieder für prunkvolle Aufführungen sorgte, konnte er Schauspielern wie Paula Conrad, Ludwig Dessoir, Theodor Döring, Friedrich Haase, Hermann Hendrichs oder Arthur Vollmer oft nicht ihrer Leistung entsprechend einsetzen. Große Konkurrenz entstand ihm durch die regelmäßigen Gastspiele der Meininger und auch gegen das Deutsche Theater konnte er kaum ankommen.
Richard Wagner, dem er seine Beteiligung an der 1848er Revolution in Dresden nachtrug, die er militärisch bekämpft hatte, setzte er nur widerstrebend auf den Spielplan; die Uraufführung seines Rings in Berlin musste Wagner deshalb außerhalb der Hofoper selbst organisieren. Auch Verdi wurde kaum gepflegt.

## Zitat
Max Martersteig nannte Hülsen „...der personifizierte soldatische Geist in der Hoftheaterleitung“. Hülsen gilt als ein typischer Repräsentant der preußischen Kulturpolitik nach 1848.